# 中澤やよい
中澤 やよい（なかざわ やよい、1965年3月9日 - ）は、日本の女性声優。東京都出身。

## 経歴
勝田声優学院卒業生。
同人舎プロダクション演技研究所卒業後、1987年から1991年までは同人舎プロダクション、1993年から2017年まではマウスプロモーション（当時 - 江崎プロダクション）に所属していた。

## 人物
趣味・特技は表千家講師。

## 出演

### テレビアニメ
1990年
- まじかるハット（銀コンガー）

1991年
- 魔法のプリンセス ミンキーモモ（1991年 - 1992年、子供A、地球儀君） - 2シリーズ

1994年
- おまかせスクラッパーズ（ビッグシェル）
- 超くせになりそう（チアガール 他）
- とっても!ラッキーマン（女の子A、女A）
- 魔法陣グルグル（ゲイルの母）
- モンタナ・ジョーンズ

1996年
- 赤ちゃんと僕（駄菓子屋）
- シンデレラ物語（チュチュ）
- 逮捕しちゃうぞ（おばあちゃん）
- みどりのマキバオー（ドリグ）

1997年
- はいぱーぽりす（狸のおばさん）
- HARELUYA II BØY（魔女学生徒たち）
- 夢のクレヨン王国（ウメケロ）

1999年
- セラフィムコール（おばあさん）

2000年
- 金田一少年の事件簿（青山龍子）
- サイバーシックス（ウェイトレス）
- 真・女神転生デビチル（フロストクイーン）

2001年
- ヒカルの碁（マスターの妻、森下の妻）

2004年
- サムライチャンプルー（佐和）
- ふたりはプリキュア（おばさん）
- 妄想代理人

2006年
- おとぎ銃士 赤ずきん（エルフ族女王）

2007年
- スーパーロボット大戦OG -ディバイン・ウォーズ-（アタッド・シャムラン）
- レ・ミゼラブル 少女コゼット（女性B、中年の女A）

2009年
- アラド戦記〜スラップアップパーティー〜（おばちゃん）

### 劇場アニメ
- COCOLORS（2017年、チボ）

### OVA
- KEY THE METAL IDOL（1996年 - 1997年、猯尾谷の人々、看護婦）
- 真奈美&ナミ スプライト（1997年、徹の叔母）
- からくりの君（2000年、母親）

### ゲーム
- QUANTUM GATE I 〜悪夢の序章〜※PS
- クリックメディック（石狩喜子）
- スーパーロボット大戦OG ORIGINAL GENERATIONS（アタッド・シャムラン）
- 正義の味方
- 花札でPON!
- ヒカルの碁 院生頂上決戦（オカミ）

### 吹き替え

#### 映画
- 愛と哀しみの果て ※ソフト版
- アイルランド・ライジング
- 悪魔を憐れむ歌 ※ソフト版
- アルマゲドン（ドッティ）
- カンザス・シティ（ローズ）
- 鯨の中のジョナ（リサ）
- ゴスフォード・パーク（ルイス）
- コヨーテ・アグリー
- ザ・インターネット（偽のアンジェラ）
- ザ・リング（先生）
- ジョーズ・アパートメント
- スタートレック 叛乱
- ダイ・ハード3（トーマス先生）※テレビ朝日版
- 月のひつじ（パール）
- 裸の銃を持つ逃亡者（看護婦）
- ビバリーヒルズ・コップ3（トッド夫人）※ソフト版
- ビューティフル・ピープル
- ピンク・パンサー（グラニー）
- ブリジット・ジョーンズの日記（シャザ）
- 僕たちのアナ・バナナ
- マイ・ブラザー・エディ
- マスク（ペギー）
- モンキーキング 西遊記（白蛇）
- ランダウン ロッキング・ザ・アマゾン（ボビー）

#### ドラマ
- アリー my Love
- ER緊急救命室
  - シーズン2 #9（マスグレーブ〈リサ・ディンキンス〉）
  - シーズン3 #3（ホッジス〈ジョシ・キム〉）、#12（看護婦）、#13（デロリス〈ダイアン・デラーノ〉）
  - シーズン4 #2（マクレイ〈アンナ・ガルドゥーノ〉）、#11（カーリーン〈テルマ・ホプキンス〉）、#15（ジャッキー・テラー〈メロディ・ギャレット〉）、#19（ニコロラ）
  - シーズン5 #7,12（カース〈ジャンニ・ブレン〉）、#8（コレット〈クイン・ヤンシー〉）
  - シーズン6 #4（キャッシャー〈ベティ・A・ブリッジス〉）
  - シーズン7 #7（アンナ）、#10（テリー〈ジュディス・モアランド〉）
  - シーズン10 #21（チョン〈グウェン・マッギー〉）
  - シーズン13 #19（メリー〈メアリー・ヘイス〉）
- WITHOUT A TRACE/FBI 失踪者を追え!
  - シーズン2 #11（ローラ）
  - シーズン3 #5（ナース）
- グレイズ・アナトミー6（パム〈マーサ・プリンプトン〉）
- シークエスト（カウフマン博士〈ペギー・オニール〉、アニタ〈ペギー・オニール〉）
- パワーレンジャー・ターボ（ビッグ・ベップラー〈ブライアン・シッダール〉）
- プライベート・プラクティス3
- ボディ・オブ・プルーフ 死体の証言（ローレン・マシューズ）

#### アニメ
- ヘラクレス（女性）
- ライオン・キング3 ハクナ・マタタ（女性司会者）